# 민성진
민성진(Kenneth Sungjin Min, 1964년 ~ )은 대한민국 서울에서 활동하는 건축가다. 부산 출생으로 1989년 서던 캘리포니아 대학교에서 건축학 학사 학위를 받았으며, 1993년 하버드대학교 디자인 대학원(GSD)에서 도시디자인학 석사 과정을 취득하였다. 졸업 이후 미국의 손학식건축연구소에서 근무하였으며, 1995년 SKM Architects (STUDIO KEN MIN Architects)을 설립하였다. 그는 국내외에서 활발하게 활동하고 있는 한국의 대표적 건축가 중 한 명이며, 미국건축가협회 정회원이다.

## 주요 작품
- 파주 출판 단지 타운 하우스 (2004, 파주시)
- 더 웻지 (2006, 서울특별시 청담동)
- 자이 갤러리 (2007, 서울특별시 서교동)
- 힐튼 남해 골프 앤 스파 리조트 (2006, 경상남도 남해군)
- 금강산 아난티 골프 앤 온천 리조트 (2008, 조선민주주의인민공화국)
- 아난티 클럽 서울 (2010, 경기도 가평군)
- 양평 연수원 (2011, 경기도 양평군)
- 준오 아카데미 (2015, 서울특별시 강남구)
- 아난티 펜트하우스 서울 (2016, 경기도 가평군)
- 엠파크 허브 중고자동차매매단지 (2016, 인천광역시 서구)
- 아난티 코브 (2017, 부산광역시 기장군)
- 부산 힐튼호텔 (2017, 부산광역시 기장군)

## 수상 경력
- 힐튼 호텔 해운대 현상설계, 1등 당선 (2012)
- 아난티 클럽 서울 - 뉴욕타임즈 선정 '세계에서 가볼만한 45곳 (2012)
- 금강산 아난티 골프 & 온천 리조트 - 대한민국목조건축대전(준공부문), 농림부 장관상 (2009)
- 힐튼 남해 골프 & 스파 리조트 - 한국 최고의 리조트상, World Travel Awards (2009)
- GS XI 주택문화관 - 굿 디자인 어워드, 최고상(대통령상), 산업자원부 주최 (2007)
- 힐튼 남해 골프 & 스파 리조트 - 한국공간디자인대상, 문화관광부 주최 (2007)
- OPUS 빌딩 - 한국건축가협회상 (1999)